# Вильре (Швейцария)
Вильре (нем. Villeret BE) — коммуна в Швейцарии, в кантоне Берн.
Входит в состав округа Куртелари. Население составляет 930 человек (на 31 декабря 2006 года). Официальный код — 0448.

## Города-побратимы
- Лузак-Сент-Андре (Франция)

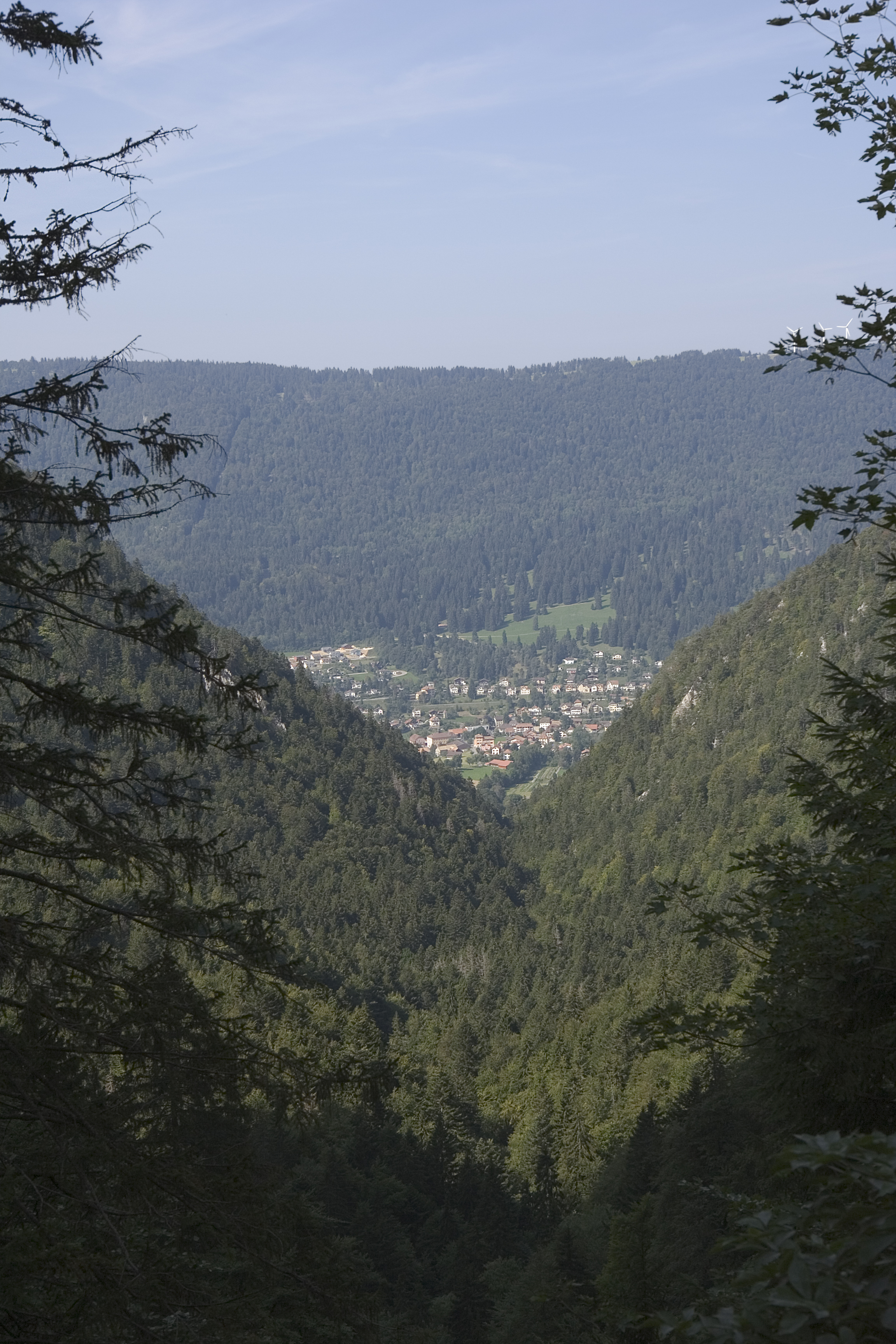
Вильре